# Félix Esquirou de Parieu
Félix Marie Louis Pierre Esquirou de Parieu, né le 13 avril 1815 à Aurillac et mort le 8 avril 1893 à Paris, est un homme d’État français. Dans sa carrière politique, il a notamment été ministre de l'Instruction publique et des Cultes du 31 octobre 1849 au 24 janvier 1851, vice-président du Conseil d'État du 3 février 1855 au 4 septembre 1870 et ministre présidant le conseil d'État du 2 janvier 1870 au 10 août 1870. Il est également connu comme l’un des précurseurs de l’Union européenne.

## Biographie
Fils de Jean-Hippolyte Esquirou de Parieu, député de la droite dynastique, ancien élève du collège de Juilly, Félix Esquirou de Parieu suit ses études d'abord au collège d'Aurillac, puis au collège royal de Lyon, étudie la philosophie et les langues orientales au collège de Juilly et les prolonge à Paris par les sciences naturelles et le droit qui le mène à être d'abord avocat au barreau de Riom en 1841. 
Il se montre adversaire de l'élection présidentielle au suffrage universel (masculin) en décembre 1848 et préconise plutôt le système américain. Après la démission de Falloux et quelques mois d'intérim, il est appelé au ministère de l'Instruction publique, à une époque où la question de l'enseignement fait l'objet de discussions passionnées. Pour assurer une meilleure situation financière aux instituteurs, il fait adopter, le 11 janvier 1850, la loi qui porte son nom, dite « petite loi sur l'éducation ». Mais sa tâche principale est de faire voter — le 15 mars 1850 — puis exécuter la loi qu'avait préparée son prédécesseur et qui, en réorganisant complètement la hiérarchie universitaire, plaçait de fait les académies départementales sous l'égide du clergé. Il sert donc les intérêts des catholiques en prenant des mesures musclées à l'encontre des instituteurs en majorité républicains-socialistes, ce qui cause de vifs remous dans le milieu enseignant. Il se rallie plus tard au coup d'État du Prince-président.
Il est nommé conseiller d'État en 1852 où il préside la section des finances, puis devient vice-président du Conseil d'État de 1855 à 1870, année où il est nommé ministre présidant le conseil d'État jusqu'à la fin de l'Empire.
Le 4 avril 1856 il assiste à la fondation de L'Œuvre des Écoles d'Orient, plus connue actuellement sous le nom de L’Œuvre d’Orient ; il fut membre de son premier Conseil général du 25 avril 1856. 
Il est élu membre de l'Académie des sciences morales et politiques en 1865. Il est inhumé dans la chapelle familiale du cimetière Massigoux d'Aurillac.

## Parieu et les projets d'Union monétaire: un visionnaire de l'Europe

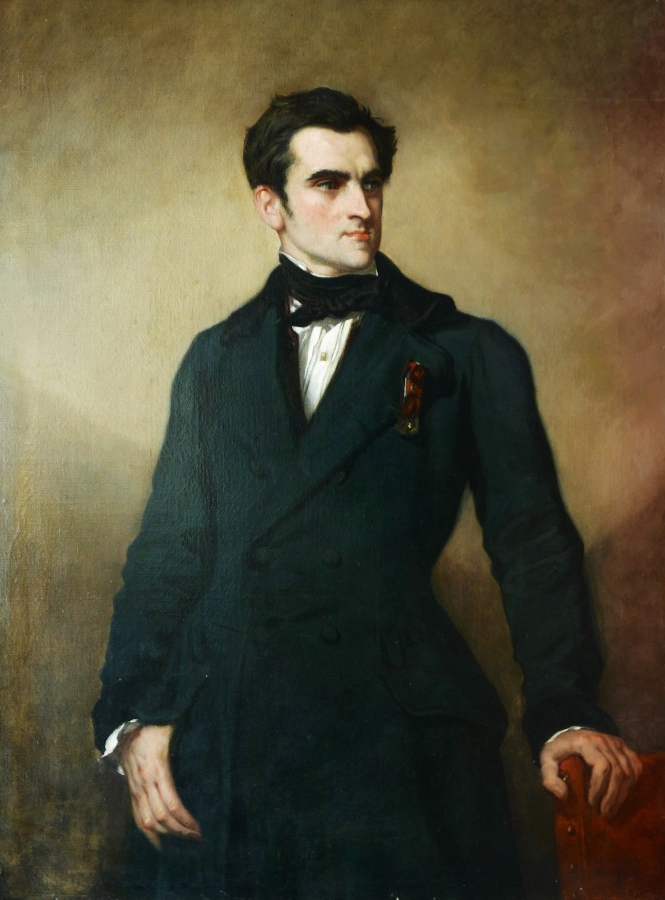
Atelier de Thomas Couture, Portrait de Félix Esquirou de Parieu, réplique de l'original conservé au château de Fabrègues à Aurillac.

Parieu devient l'un des plus éminents spécialistes français de la question monétaire et, à partir de 1858, il est l'un des avocats les plus déterminés de l'unification monétaire européenne. Luca Einaudi a dit de lui qu'il était en 1865 « l'homme idoine pour mener une diplomatie monétaire... un curieux mélange de réalisme politique et d'aspirations utopiques. »
Parieu présida la conférence monétaire de 1865, qui donna naissance à l'Union monétaire latine et fut pour une grande part son œuvre, ainsi que la conférence monétaire de 1867, qui tenta d'élargir cette union en une union européenne, voire mondiale, fondée sur un monnayage universel.
Cette invitation à adopter un monnayage commun pour toutes les « nations civilisées » était le résultat de facteurs économiques liés au développement de libre-échange et à l'émergence des premières idées fédéralistes en Europe. Parieu en symbolisa le caractère libéral.
Dès 1865, il exprima l'intention du gouvernement français de transformer l'Union monétaire latine et de considérer « une perspective plus large, celle d'une circulation monétaire uniforme pour toute l'Europe. » Il proposa en 1867 d'introduire une monnaie commune basée sur la pièce de 10 francs, appelée « Europe », dans une « Union européenne occidentale », dont le nom pourrait être changé dans le cas où les États-Unis manifesteraient leur désir d'y participer.
Selon lui, une Union monétaire européenne basée sur l'étalon-or offrirait une « circulation métallique riche et confortable, la possibilité d'un accord avec la plus grande puissance commerciale d'Europe, l'Angleterre, ainsi qu'avec l'Allemagne... La destruction graduelle dans l'ordre économique d'une de ces fréquentes barrières qui divisent les nations, et dont la réduction faciliterait leur mutuelle conquête morale, servant ainsi de prélude aux fédérations pacifiques du futur. »
Cette référence aux fédérations pacifiques du futur est d'autant plus révélatrice que Parieu anticipa, dans son ouvrage Principes de Science Politique, publié en 1870, la structure institutionnelle de l'Union européenne après la Seconde Guerre mondiale. Ainsi, Parieu décrivait un cadre fédéral, une « Union européenne » dirigée par une « Commission européenne » dont les membres seraient nommés par les gouvernements nationaux, rejoints plus tard par un « Parlement européen. » Cette fédération devait prévenir d'autres guerres européennes et réaliser la mise en commun d'une monnaie, des transports, d'une poste et des représentations diplomatiques.
Parieu était conscient du caractère visionnaire de ses ambitions et déclara à un Sénat impérial sceptique en 1870 : « Dans l'histoire de l'humanité, l'utopie généreuse d'hier peut être transformée en une création pratique et faisable de demain, parce que le monde a progressé. »
Les positions fédéralistes de Parieu, bien en avance sur son temps, ont contribué à donner une crédibilité intellectuelle et une profondeur au projet français, au-delà de toute tentative d'interprétation hégémonique.
La conférence de 1867, visant à « favoriser l’établissement d’une circulation monétaire uniforme entre tous les états civilisés » réunit tous les États européens, la Russie, l'Empire ottoman et les États-Unis pour discuter des possibilités de créer une union monétaire. Parieu présida la plupart des huit séances de la conférence et conclut sur le fait que « le monde entier s'accorde sur les bénéfices que doit engendrer une unité monétaire. »
Mais cette conférence échoua, à la fois à cause du peu d'enthousiasme que montrèrent l'Angleterre et la Prusse et à cause de l'opposition résolue des Banques centrales. Cet échec laissa Parieu amer et politiquement marginalisé.
Les mêmes considérations présidèrent à l'élaboration au XXe siècle du projet d'Union économique et monétaire (UEM) et ce projet rencontra les mêmes résistances qu'au XIXe siècle. Elles ne furent levées que par le changement de politique de l'Allemagne (mais pas du Royaume-Uni) et par le fait que les banques centrales, étant nationalisées, ne furent pas en position de maintenir une opposition aussi systématique qu'au XIXe siècle.

## Décorations
Grand-croix de la Légion d'honneur : 1869

## Publications
- Étude sur la pratique dorée, (Paris, Au bureau de la revue, 1844, 36pp)
- La Question monétaire en France et à l’étranger, Revue contemporaine, 31 décembre (1865).
- L’Union monétaire de la France, de l’Italie, de la Belgique et de la Suisse : le Münzverein latin, Revue Contemporaine, 31 octobre (1866).
- De l’uniformité monétaire. Journal des économistes, juin, (1867) p. 321-356.
- Principes de la science politique, (Paris, 1870).
- La Politique monétaire en France et en Allemagne, (1872).